# Hagi (municipiu)

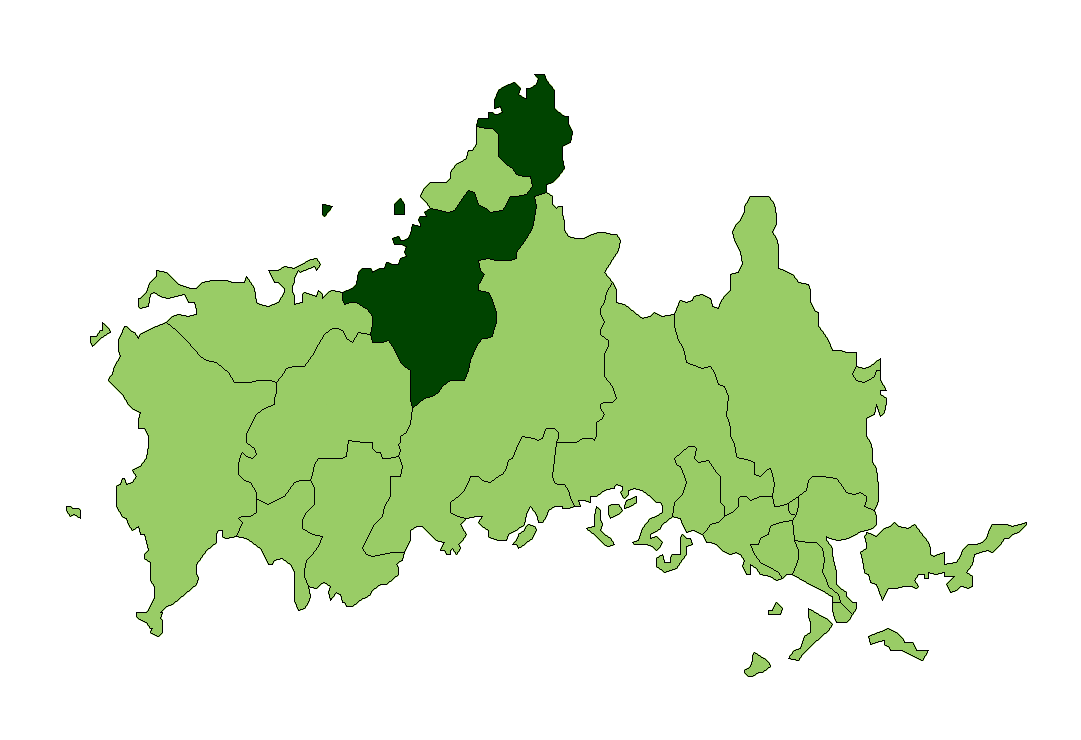

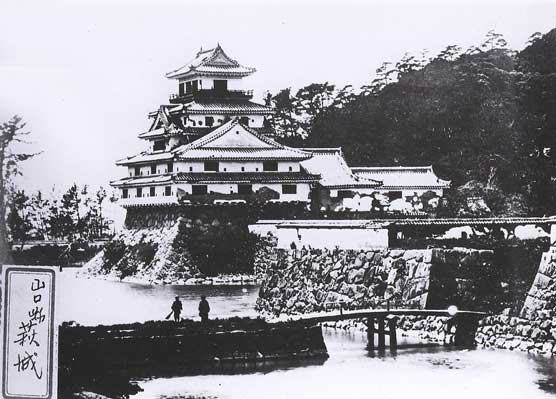
Castelul Hagi

Hagi (萩市 Hagi-shi?) este un municipiu din Japonia, prefectura Yamaguchi.